# Дебжно
Де́бжно (пол. Debrzno)  —  город  в Польше, входит в Поморское воеводство,  Члухувский повят.  Имеет статус городско-сельской гмины. Занимает площадь 7,52 км². Население — 5251 человек (на 2004 год).

## История
До передачи города Польше в 1945 году принадлежал Германии и носил название Прёйсиш Фридланд (нем. Preußisch Friedland – Прусский Фридланд).